# Jean-Michel Fontaine
Pour les articles homonymes, voir Fontaine.
Jean-Michel Fontaine est un footballeur international réunionnais né le 28 aout 1988. Il évolue au poste d'attaquant dans le club de La Tamponnaise dans la première division réunionnaise.
Il est les meilleur buteurs de la ligue réunionnaise avec 217 buts ligue, considéré comme étant l'un des meilleurs avant-centre de la Réunion, notamment en finissant quatre fois consécutives meilleur buteur du championnat réunionnais entre 2016 et 2019. 
Jean-Michel Fontaine est également le meilleur buteur de l'histoire de la sélection de  La Réunion avec quinze buts inscrits.

## Biographie

### Les débuts à l'USST (2006-2010)
Jean-Michel fait ses débuts en D1P au cours de l'année 2006 avec l'US Stade Tamponnaise. Agé de 18 ans, il dispute son premier match en D1P le 20 août 2006 contre la Capricorne. Bien que n'ayant peu joué cette année là avec cinq apparitions en championnat, il remporte son premier trophée en gagnant le championnat de la Réunion, Fontaine ne gagnera pas la Coupe Régionale de France remporté par son équipe puisqu'il n'a disputé aucune minute durant cette compétition .La saison suivante, va lui permettre de faire de grosses performances au point de lui ouvrir les portes de la sélection de la Réunion. Il inscrit son premier but le 25 mars 2007 contre la Rivière Sport. et de continuer à gagner des titres avec son club jusqu'en 2011 ou il décide de quitter le Tampon pour rejoindre la JS Saint-Pierroise en 2012. Après un essai de dix jours en janvier 2013, il s'engage avec Fleetwood Town FC en Npower League Two. Il décide de revenir à la Réunion en mai dans le club de la Saint-Pierroise. Après quelques mois d'attente, Jean-Michel rejoue en août et finira la saison avec les cigognes par une finale de coupe de la Réunion. En 2014, il part pour le sud sauvage en signant à l'AS Excelsior.

## Sélection
Fontaine connaîtra sa première sélection avec la Réunion contre le Gabon en 2007, le tamponnais sera retenu pour les jeux des îles de l'océan Indien la même année à Madagascar. Il parvient à empocher la médaille d'or. La saison suivante, Jean-Michel gagne la coupe de l'Outre-Mer.Il fera également partie de la sélection en 2010 pour la coupe de l'Outre-Mer en 2010 et aux jeux des îles aux Seychelles.
En 2012, il fait partie des 18 sélectionnes pour disputer la troisième édition de la Coupe de l'Outre-Mer trophée qu'il remporte et au passage termine meilleur buteur du tournoi avec sept réalisation. Le 31 juillet 2015, il devient le meilleur buteur de la sélection en inscrivant son dixième but en sélection.

## Palmarès

### US Stade Tamponnaise
- Champion de la Réunion : 2006, 2007, 2009 et 2010
- Coupe Régionale de France : 2011
- Coupe de la Réunion: 2009
- Coupe des clubs champions de l'océan Indien : 2011

### AS Excelsior
- Coupe de la Réunion: 2014 et 2015
- Coupe Régionale de France : 2014 et 2015

### JS Saint-Pierroise
- Champion de la Réunion : 2016, 2017, 2018 et 2019
- Coupe Régionale de France : 2019 et 2020
- Coupe de la Réunion: 2018 et 2019

### Sélection de la Réunion
- Jeux des îles de l'océan Indien : 2007, 2015, 2019
- Coupe de l'Outre-Mer : 2008, 2012